# Яковлєв Андрій Вікторович
Я́ковлєв Андрі́й Ві́кторович (*4 квітня 1966, місто Іжевськ) — російський спортсмен, майстер спорту СРСР (1986).

## З життєпису
В 1985 році закінчив Іжевський індустріальний технікум. Працював інженером-механіком на Іжевському мотозаводі.
Чемпіон СРСР з спідвею (1983), призер першості СРСР з перегонів на льоду в класі 500 см³ (1984, 1985), чемпіон РРФСР (1984). Тренер — Яковлєв Віктор Іванович.